# روبرت روت
روبرت روت (انگلیسی: Robert Roth؛ ۵ ژوئیه ۱۸۹۸ – ۱۷ نوامبر ۱۹۵۹) کشتی‌گیر اهل سوئیس بود.
وی در مسابقات کشوری و بین‌المللی در مجموع برندهٔ ۱ مدال طلا شده‌است.